# Сантана (Портел)
Сантана (порт.  Santana) — фрегезия (район) в муниципалитете Портел округа Эвора в Португалии. Территория — 41,89 км². Население — 628 жителей. Плотность населения — 15 чел/км².